# Anna Bernardczykowa
Anna Irena Bernardczykowa (ur. 10 kwietnia 1929 w Stanisławowie, zm. 19 lutego 2010 w Poznaniu) – polska okulistka, doktor habilitowana medycyny. Organizator pierwszego w Polsce pogotowia okulistycznego.
Dyplom lekarski zdobyła na Akademii Medycznej w Poznaniu w 1952, na której pracowała już od 1951. Doktoryzowała się w 1962, a habilitowała w 1968. W latach 1966–1971 odbywała staże naukowe w londyńskim szpitalu Moorfields, najstarszym i największym w Europie ośrodku leczenia chorób oczu i badań okulistycznych. Była organizatorem i ordynatorem Oddziału Okulistycznego poznańskiego Wojskowego Szpitala Zespolonego.
Członkini Polskiego Towarzystwa Okulistycznego, Polskiego Towarzystwa Lekarskiego, Francuskiego Towarzystwa Okulistycznego oraz Towarzystwa Okulistycznego Zjednoczonego Królestwa (W. Brytania). Ponadto była członkinią szwajcarskiego Klubu Julesa Gonina skupiającego specjalistów zajmujących się schorzeniami siatkówki.
Zainteresowania badawcze i kliniczne A. Bernardczykowej dotyczyły m.in. chorób siatkówki i ciała szklistego. Publikowała w czasopismach krajowych i zagranicznych, m.in. w Klinice Ocznej.
Odznaczona m.in. Krzyżem Kawalerskim Orderu Odrodzenia Polski oraz Złotym Krzyżem Zasługi.